# Nederland op het Junior Eurovisiesongfestival 2004
Het Junior Songfestival 2004 was de tweede editie van dit evenement. Net als in 2003 werd de uitzending gepresenteerd door Angela Groothuizen.
Dit jaar zijn er 10 kandidaten uitgekozen die kans maakten op een plek in de finale.

## Halve Finales
Er waren 2 halve finales die uiteindelijk naar 1 finale leidde.

### 1eHalve Finale
| Artiest          | Lied                   | Kinderjury | Jury | Televoting | Score | Plaats |
| ---------------- | ---------------------- | ---------- | ---- | ---------- | ----- | ------ |
| Shakira          | Dansen in Afrika       | 12         | 12   | 12         | 36    | 1      |
| Marnix           | Het allergrootste hart | 10         | 10   | 7          | 27    | 2      |
| Klaartje & Nicky | Hij is een kei         | 7          | 8    | 10         | 25    | 3      |
| Four Stars       | Hoi                    | 6          | 7    | 8          | 21    | 4      |
| Lorrèn           | Alles wat je kan       | 8          | 6    | 6          | 20    | 5      |

### 2eHalve Finale
| Artiest              | Lied                    | Kinderjury | Jury | Televoting | Score | Plaats |
| -------------------- | ----------------------- | ---------- | ---- | ---------- | ----- | ------ |
| Anouk                | Over en uit             | 12         | 12   | 10         | 34    | 1      |
| Danny                | Van zingen word ik blij | 6          | 10   | 12         | 28    | 2      |
| Four Flying Elements | Zo is het leven         | 10         | 8    | 6          | 24    | 3      |
| Kika                 | Dansen                  | 7          | 7    | 8          | 22    | 4      |
| Denise               | Jungle beat             | 8          | 6    | 7          | 21    | 5      |

## Finale
| Artiest          | Lied                    | Kinderjury | Jury | Televoting | Score | Plaats |
| ---------------- | ----------------------- | ---------- | ---- | ---------- | ----- | ------ |
| Marnix           | Het allergrootste hart  | 7          | 6    | 6          | 19    | 5      |
| Shakira          | Dansen in Afrika        | 8          | 8    | 8          | 24    | 4      |
| Danny            | Van zingen word ik blij | 6          | 7    | 12         | 25    | 3      |
| Anouk            | Over en uit             | 12         | 10   | 7          | 29    | 2      |
| Klaartje & Nicky | Hij is een kei          | 10         | 12   | 10         | 32    | 1      |

## Trivia
De presentatrice Angela Groothuizen heeft tijdens de 1e halve finale een fout gemaakt bij het noemen van de uitslag. Zij noemde per ongeluk Klaartje & Nicky als winnaars, terwijl deze volgens de uitslag niet door mochten naar de grote finale. Om de kinderen niet teleur te stellen, heeft de AVRO besloten dat zowel de officiële winnaars van de 1e en 2e halve finale als ook Klaartje & Nicky door mochten naar de grote finale.
Nicky en Klaartje waren de winnaars van dat jaar, ze mochten naar Noorwegen om Nederland te vertegenwoordigen.
Daar hebben ze 27 punten gehaald en zijn, waarmee zij 11e geworden zijn.

## In Lillehammer

### Gekregen punten
| 12 punten | 10 punten | 8 punten                          | 7 punten | 6 punten                                         |
| --------- | --------- | --------------------------------- | -------- | ------------------------------------------------ |
|           |           |                                   | - België |                                                  |
| 5 punten  | 4 punten  | 3 punten                          | 2 punten | 1 punt                                           |
| - Letland |           | - Malta - Noorwegen - Wit-Rusland | - Spanje | - Frankrijk - Kroatië - Noord-Macedonië - Zweden |

2003 · 2004 · 2005 · 2006 · 2007 · 2008 · 2009 · 2010 · 2011 · 2012 · 2013 · 2014 · 2015 · 2016 · 2017 · 2018 · 2019 · 2020 · 2021 · 2022 · 2023 · 2024
België · Cyprus · Denemarken · Frankrijk · Griekenland · Kroatië · Letland · Macedonië · Malta · Nederland · Noorwegen · Polen · Roemenië · Spanje · Verenigd Koninkrijk · Wit-Rusland · Zweden · Zwitserland